# Saxon Sound System
Saxon Sound System (também conhecido como Saxon Studio International) é um sistema de som do Reino Unido.

## História
Criado em 1976 por Muscle Head no sul de Londres, no começo dos anos 80 o sistema de som Saxon já era o mais famoso do Reino Unido, tendo Dennis Rowe como empresário.
Durante a década de 1990, o Saxon Sound System foi o mais importante sistema de som do Reino Unido, participando de batalhas contra quase todos outros grandes sistemas de som da época. Algumas das mais famosas são:
- Third World vs Saxon (no Tilden Ballroom, Nova Iorque, 1985)
- Saxon vs Sir Coxsone vs Bodyguard vs Afrique (Londres, 1993)
- Saxon vs King Addies (em Bermuda, 1994)
- Saxon vs King Addies vs Bodyguard vs Kebra Negus (em Milton Keynes, 1994)

## Integrantes
- Asher Senator
- Daddy Colonel
- Daddy Rusty
- Dennis Rowe (empresário)
- Maxi Priest
- Mikey General
- Muscle Head (seletor)
- Papa Levi
- Sandy
- Smiley Culture
- Tippa Irie
- ET seletor

## Dubplates
Alguns dos mais famosos dubplates usados pela Saxon são:
- Aswad - Number One Sound ("Love Fire")
- Aswad - Don In The Dancehall
- Dennis Brown, Freddie McGregor, Leroy Sibbles & Luciano - Run From Trouble